# Bibirevo (métro de Moscou)
Pour l’article homonyme, voir Bibirevo.
Bibirevo (en russe : Бибирево et en anglais : Bibirevo) est une station de la ligne Serpoukhovsko-Timiriazevskaïa (ligne 9 grise) du métro de Moscou, située sur le territoire du raïon Bibirevo dans le district administratif nord-est de Moscou.

## Situation sur le réseau
Établie en souterrain, à 10 mètres sous le niveau du sol, la station Bibirevo est située au point 0150+73 de la ligne Serpoukhovsko-Timiriazevskaïa (ligne 9 grise), entre les stations Altoufievo (en direction de Altoufievo) et Otradnoïe (en direction de Boulvar Dmitria Donskogo).